# Jus sanguinis
Jus sanguinis (latin för 'blodets rätt') är en princip där rätten till medborgarskap eller nationalitet följer enligt en persons härstamning. Motsatsen är jus soli där medborgarskap bestäms efter vilket territorum man är född på.
I Sverige tillämpas jus sanguinis men det finns också andra sätt att bli svensk medborgare på.